# Diospyros mollis
Diospyros mollis är en tvåhjärtbladig växtart som först beskrevs av Wilhelm Sulpiz Kurz, och fick sitt nu gällande namn av Robert Louis August Maximilian Gürke. Diospyros mollis ingår i släktet Diospyros och familjen Ebenaceae. Inga underarter finns listade i Catalogue of Life.

## Bildgalleri

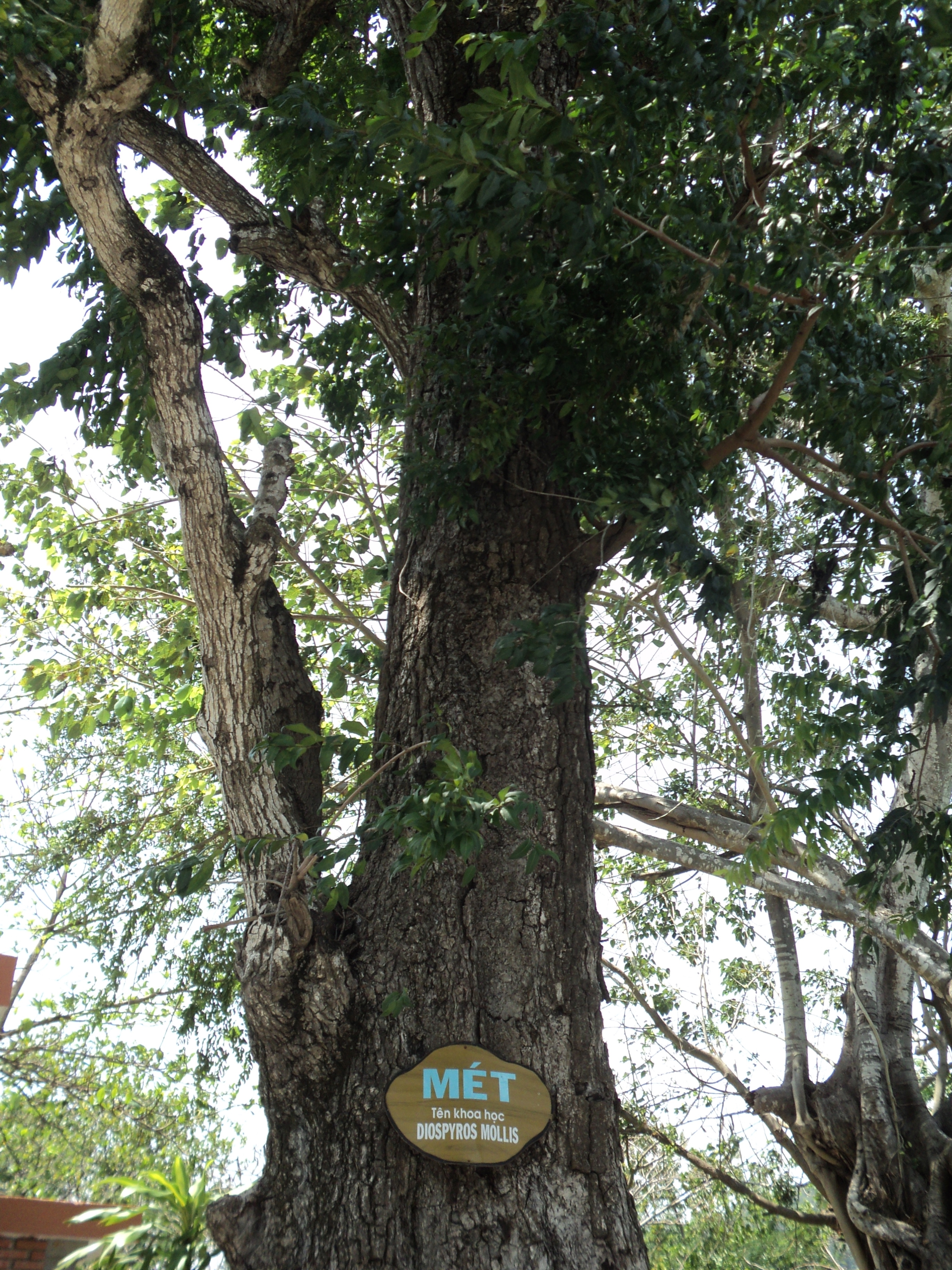